# Walewska Oliveira
Walewska Oliveira (Belo Horizonte, 1979. október 1. – São Paulo, 2023. szeptember 21.) brazil röplabdázó és strandröplabdázó. Tévesen lengyel származásúnak tartják, valójában nincsenek lengyel gyökerei, mivel nevét édesapja Napóleon egyik szeretője után adta neki. 2000-től kezdve sorozatban három nyári olimpián vett részt (2008. évi nyári olimpiai játékok, 2004. évi nyári olimpiai játékok és 2000. évi nyári olimpiai játékok). 2000-ben bronzérmet, 2008-ban aranyérmet nyert.

## Élete
2023. szeptember 21-én öngyilkosságot követett el.